# Armstrong Whitworth A.W.16
L'Armstrong Whitworth A.W.16, citato anche come A.W.XVI, era un caccia biplano monomotore prodotto dall'azienda britannica Armstrong Whitworth Aircraft negli anni trenta ed utilizzato prevalentemente dalla forza aerea della regione cinese del Guangxi.

## Storia del progetto
L'A.W.16 venne sviluppato dall'Armstrong Whitworth Aircraft per rispondere alla specifica F9/26 emessa nel 1926 dall'Air Ministry britannico. Complicazioni in fase di progettazione e sviluppo non riuscirono a realizzare il prototipo in tempo utile nei confronti della richiesta. Portato in volo per la prima volta nel 1930 venne comunque proposto ad una successiva specifica, la N21/26 per la fornitura di un caccia imbarcato da destinare alla Fleet Air Arm.
Alcuni problemi occorsi alla motorizzazione adottata, il radiale Armstrong Siddeley Panther, causarono dei ritardi nell'ultimazione del velivolo. Questi determinarono la concessione del contratto al concorrente Hawker Nimrod anche prima di un loro diretto confronto dinanzi alla commissione proposta alla valutazione. Quando successivamente venne valutato dimostrò comunque di possedere sia delle prestazioni inferiori al Nimrod sia di avere delle difficoltà di manovra sul ponte della portaerei..
La Armstrong Whitworth decise comunque di investire nuovamente nel modello approntando un secondo prototipo, immatricolato G-ACCD, che equipaggiato con un più affidabile Panther IIA venne nuovamente proposto per rispondere alla specifica F7/30 per una fornitura alla Royal Air Force. Tuttavia oramai per l'A.W.16 la competizione si fece sempre più ardua in virtù della sua impostazione che di fronte al Gloster Gladiator, suo nuovo concorrente e vincitore del concorso, rendeva palese le differenze in favore di un progetto più moderno. Nonostante ciò venne comunque avviata una piccola produzione con l'evasione di un ordine di 17 esemplari emesso dalla provincia cinese di Kwangsi con i quali equipaggiò la propria forza aerea.
Nel 1933, il primo prototipo dell'AW16 venne successivamente rimotorizzato ed usato per i test di un nuovo motore, l'Armstrong Siddeley Hyena, un radiale sperimentale a tripla stella caratterizzato da 15 cilindri disposti su 3 file. La particolare configurazione creava però problemi di raffreddamento dei cilindri posteriori i quali investiti da un flusso d'aria notevolmente inferiore tendevano a surriscaldarsi con un notevole rischio di grippaggio a causa della dilatazione termica. I problemi parvero irrisolvibili e lo sviluppo del motore venne abbandonato.
Il secondo prototipo venne profondamente ricondizionato e ricostruito come il derivativo caccia Armstrong Whitworth Scimitar.

## Tecnica
L'A.W.16 era un velivolo dall'aspetto tradizionale per il periodo; biplano monomotore monoposto a carrello fisso.
La fusoliera, realizzata in tecnica mista, presentava un singolo abitacolo aperto per il pilota e terminava posteriormente in un impennaggio tradizionale monoderiva caratterizzato dai piani orizzontali controventati.
La configurazione alare era biplana, con l'ala inferiore translata verso la parte posteriore, collegata alla superiore tramite montanti ad N, una soluzione che era similare a quella adottata nella famiglia A.W.XIV Starling Mk.I, benché con una fusoliera con una protuberanza meno somigliante allo stile dello Siskin. Il carrello d'atterraggio era semplice, fisso e con ruote carenate, integrato posteriormente da un pattino d'appoggio.
La propulsione era affidata ad un motore radiale Armstrong Siddeley Panther, in precedenza conosciuto come Jaguar Major, racchiuso in un anello Townend ed abbinato ad un'elica bipala a passo fisso.
L'armamento era affidato a due mitragliatrici Vickers calibro .303 in (7,7 mm) posizionate ai lati della fusoliera e capaci di 500 rpg.

## Impiego operativo
I 16 esemplari di caccia A.W.16 destinati alla forza aerea del Kwangsi vennero prodotti nel tardo 1931, e consegnati ai reparti via Hong Kong. Inizialmente in servizio nella forza aerea dei signori della guerra locali, nel 1937 gli A.W.16 furono incorporati, assieme al resto dei velivoli della Kwangsi Air Force, nell'aviazione militare cinese nazionalista.

## Utilizzatori
Cina
- Kwangsi Air Force

### Riviste
- (EN) The A.W.XVI Single-Seater Fighter, in Flight, 16 ottobre 1931,  pp. 1033-5. URL consultato il 29 gennaio 2012.